# Carlisle United F.C.
Carlisle United FC este un club de fotbal profesionist din orașul Carlisle, Cumbria, în Nord-Vestul Angliei. Echipa joacă în prezent în Football League Two.